# Leonardo Zanier
Leonardo Zanier (Comeglians, 1935) és un sindicalista i escriptor friülà. Originari de la Val Degano (Càrnia), va viure al Marroc fins al 1954. Quan tornà treballà com a mestre, però la seva militància sindical hagué de marxar a Suïssa, on hi va viure 20 anys donant classes d'alemany a immigrants. El 1975 va tornar a Itàlia i es va establir a Roma, on va donar classes de formació professional per a la Confederació General Italiana del Treball (CGIL). És considerat com el millor cantor de l'emigració friülana, difonent a la seva obra molts diàlegs en varietat 'cjanalot'.

## Obres
- Libers... di scugnî lâ. Poesie 1960-1962 Garzanti, Milan, 1977
- Camun di Dimpeç, Martinis "Le parole gelate", Rome, 1989
- Cjermins Grenzsteine Mejniki Confini. Poesie 1970-1980 (amb prefaci de Rienzo Pellegrini) Mittelcutura, Udin, 1992
- Il câli, poesie 1981-1987, Ribis, Udin, 1993²
- Usmas, poesie 1988-1990, Casagrande, Bellizona, 1994
- Licôf, poesie 1990-1992, Edizioni Biblioteca dell'immagine, Pordenon, 1995²
- Carnia Kosakenland Kazackaja Zemlja. Storiutas di fruts ta guera. Racconti di ragazzi in guerra (amb prefaci de Mario Rigoni Stern) Mittelcultura, Udin, 1995¹, 1996²
- "Línia dreta" Storiuta cjargnela par durmî, Ed. Urban Center ONLUS Avrîl 2006 Arxivat 2009-03-03 a Wayback Machine.